# Vimy (Pas-de-Calais)
Vimy je francouzská obec ležící v departementu Pas-de-Calais v regionu Hauts-de-France.

## Historie
Obec Vimy byla zničena za první světové války. V roce 1915 v její blízkosti proběhla francouzská ofenziva, které se účastnila i rota Nazdar a roku 1917 zde proběhla bitva o hřeben Vimy, v níž slavily vítězství kanadské jednotky.

## Zajímavosti
Po obci jsou pojmenovány bývalé kasárny v bavorském městě Freising v Německu.